# Tour du Mont Blanc

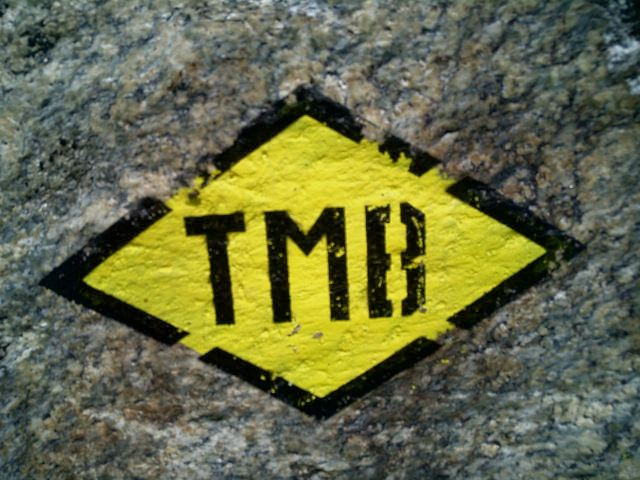
Het officiële TMB logo

De Tour du Mont Blanc, afgekort TMB, is een langeafstandswandelroute door het Mont Blancmassief. De route loopt door Frankrijk, Zwitserland en Italië.
De Tour du Mont Blanc bevindt zich rond de Mont Blanc, de hoogste berg van de Alpen. Over de tocht wordt meestal tien dagen gedaan, maar hij kan ook korter gemaakt worden. Het is een populaire wandelroute vanwege de relatief lage moeilijkheidsgraad, redelijke afstanden en mooie uitzichten.

## Wandelperiode
De beste tijd om de route te lopen is van juni tot september. De route wordt veel belopen in de eerste 2 maanden. In juni en begin juli is er een grote kans dat er nog veel sneeuw ligt en zijn pickels, stijgijzers of skistokken geen overbodige luxe.
Het toerskiën van de tocht is in de winter populair.

## De tocht

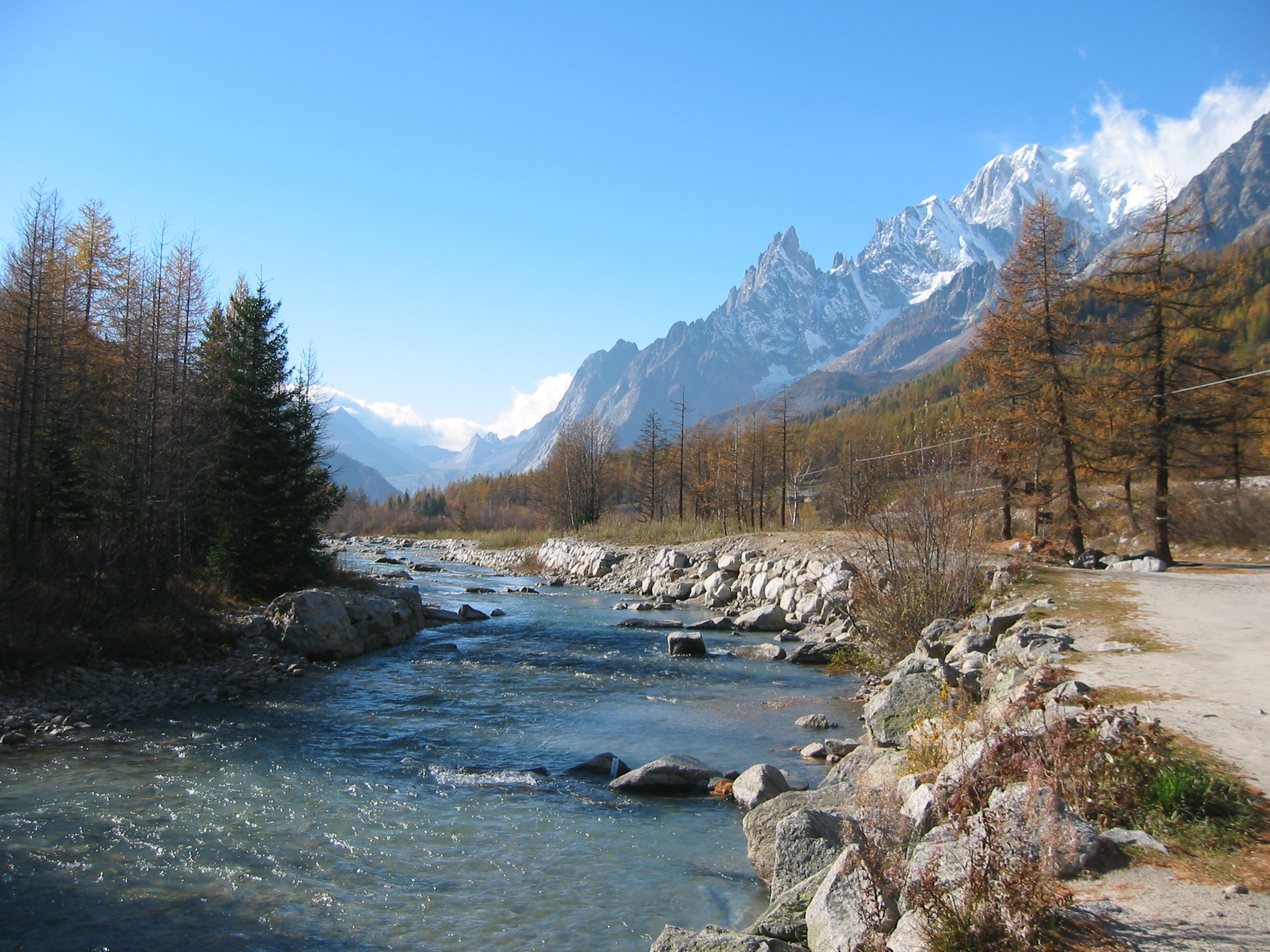
Zicht op Val Ferret

Er zijn verschillende startpunten en inkortingen. Een veelgebruikt vertrekpunt is ‘Les Houches' (1006 m) nabij Chamonix-Mont-Blanc. Onderstaande route is een van de vele varianten die gelopen kunnen worden:
| Start            | Eindbestemming   | Kilometer | Duur    | Stijgen      | Dalen        |
| ---------------- | ---------------- | --------- | ------- | ------------ | ------------ |
| Les Houches      | Refuge du Truc   | 12,8 km   | 4:59    | 1536 m       | 775 m        |
| Refuge du Truc   | La Balme         | 11,4 km   | 3:10    | 544 m        | 601 m        |
| La Balme         | Les Mottets      | 15,9 km   | 4:23    | 1166 m       | 995 m        |
| Les Mottets      | Col de Chercroui | 18,9 km   | 5:34    | 1136 m       | 1038 m       |
| Col de Chercroui | Courmayeur       | 5,78 km   | 1:20    | 88 m         | 796 m        |
| Courmayeur       | Rifugio Bertone  | 4,12 km   | 1:47    | 727m         | 0m           |
| Rifugio Bertone  | Rifugio Elena    | 19,5 km   | 5:06    | 1163 m       | 1086 m       |
| Rifugio Elena    | Champex          | 28,2 km   | 7:44    | 1045 m       | 1656 m       |
| Champex          | Le Peuty         | 13,6 km   | 6:01    | 1213 m       | 1274 m       |
| Le Peuty         | Tre-le-Champ     | 15,7 km   | 5:25    | 1219 m       | 1108 m       |
| Tre-le-Champ     | Refuge Flegere   | 7,99 km   | 3:18    | 855 m        | 413 m        |
| Refuge Flegere   | Les Houches      | 19,6 km   | 6:25    | 889 m        | 1773 m       |
| Totaal:          | Totaal:          | 173,5 km  | 55 uren | 11.603 meter | 11.895 meter |

## Fotogalerij

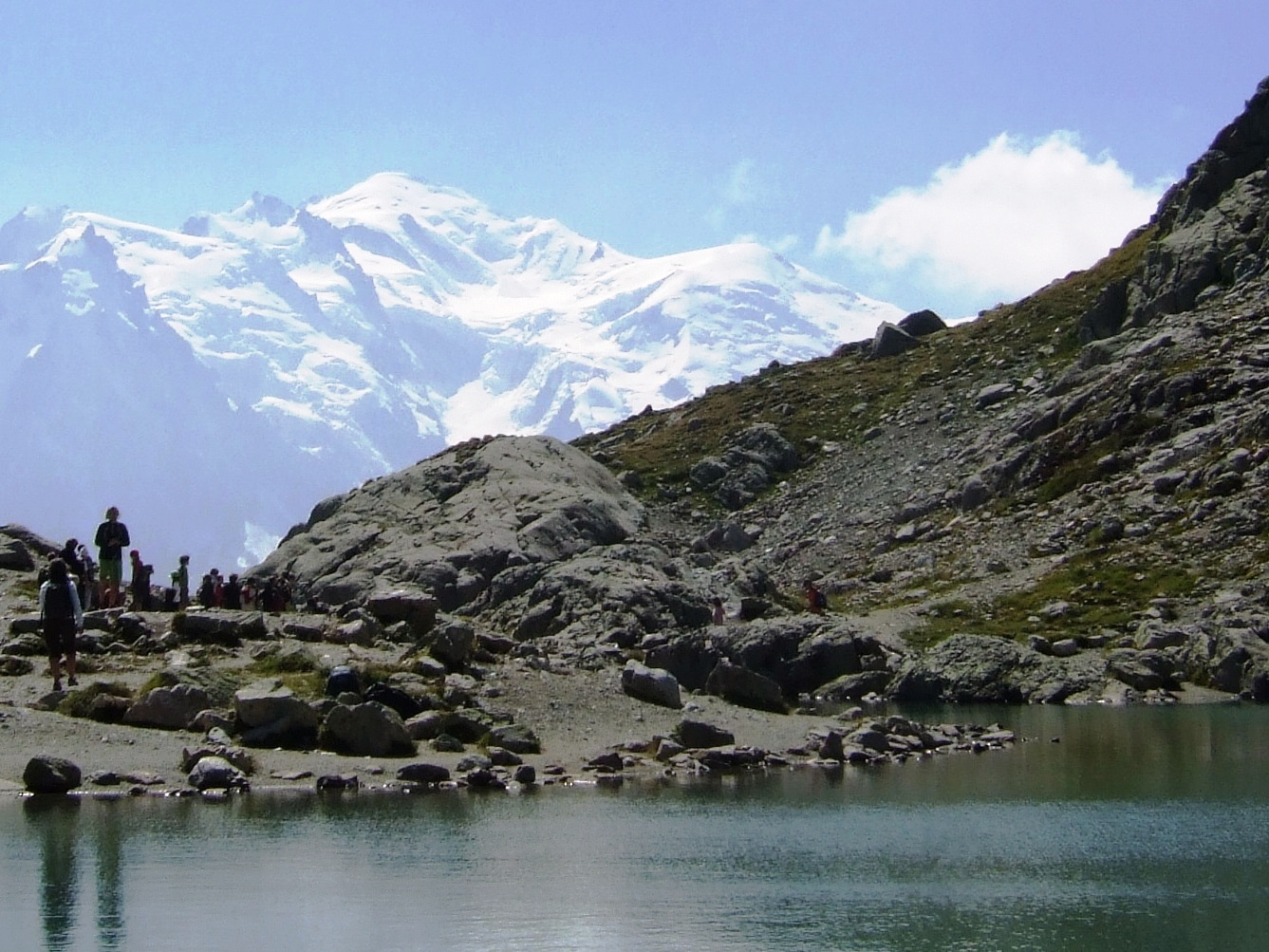
Lac Blanc (2352 m.)
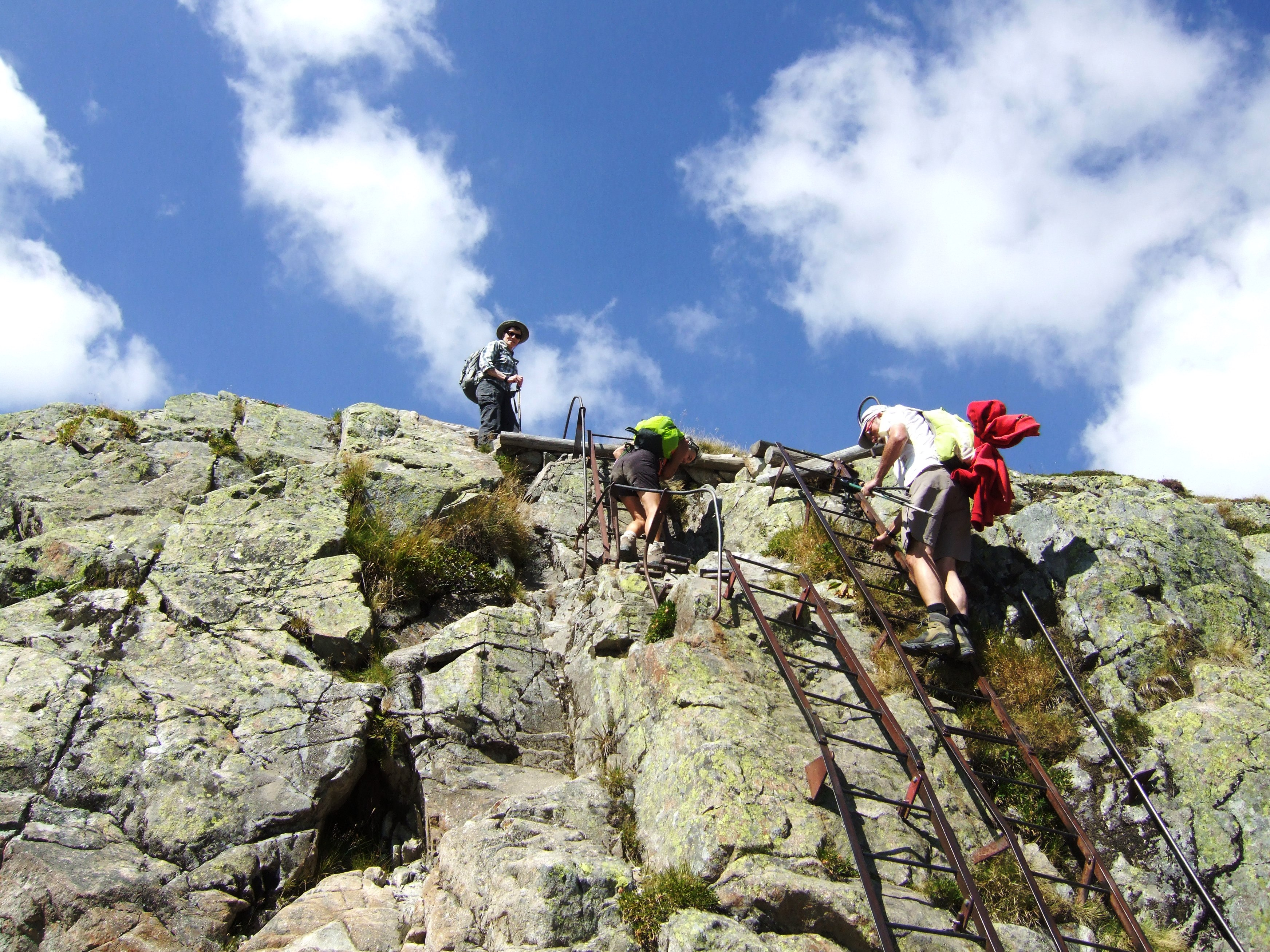
Moeilijke passage richting Col des Montets
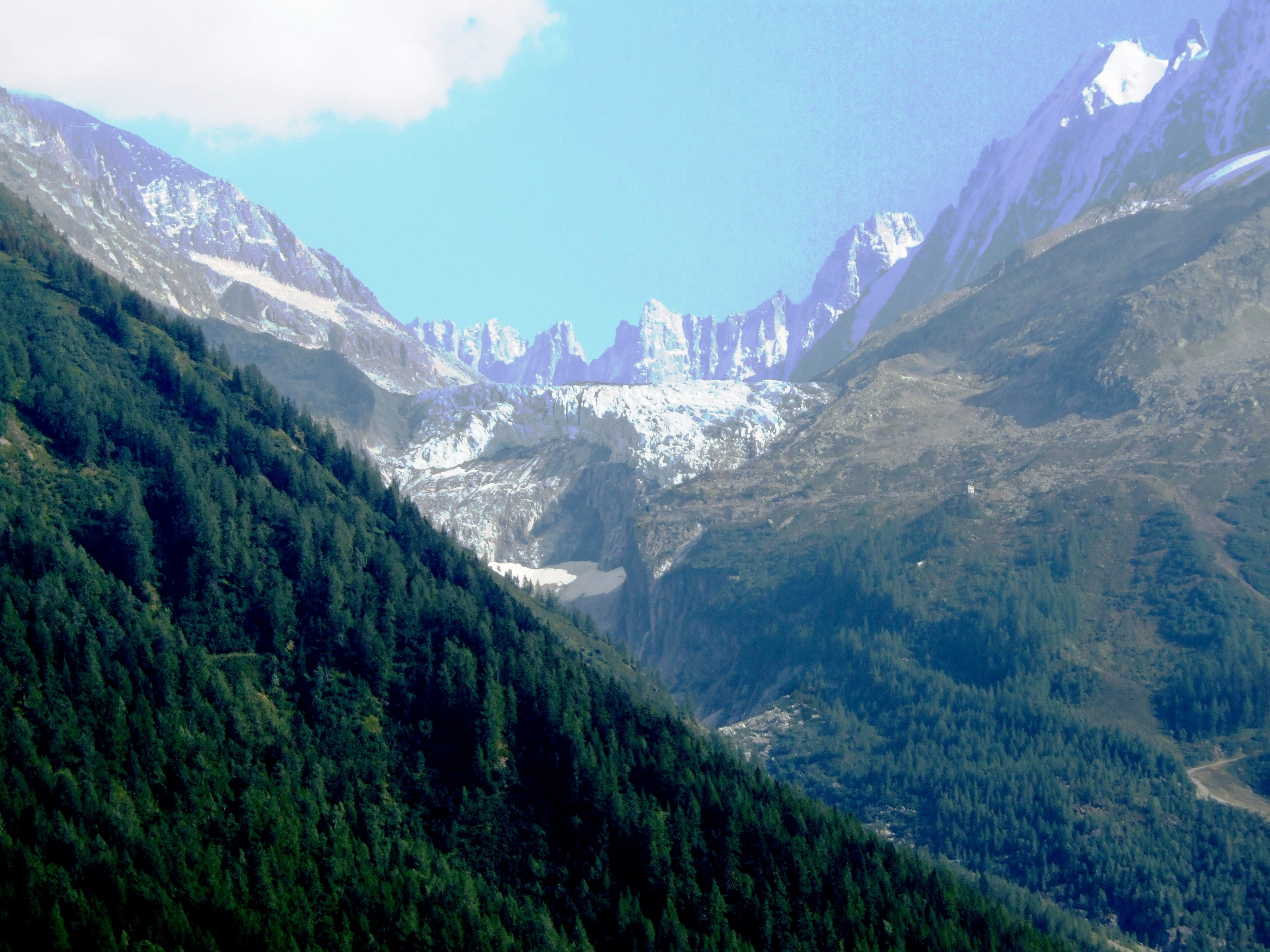
Uitzicht op de gletsjers van het Mont Blancmassief
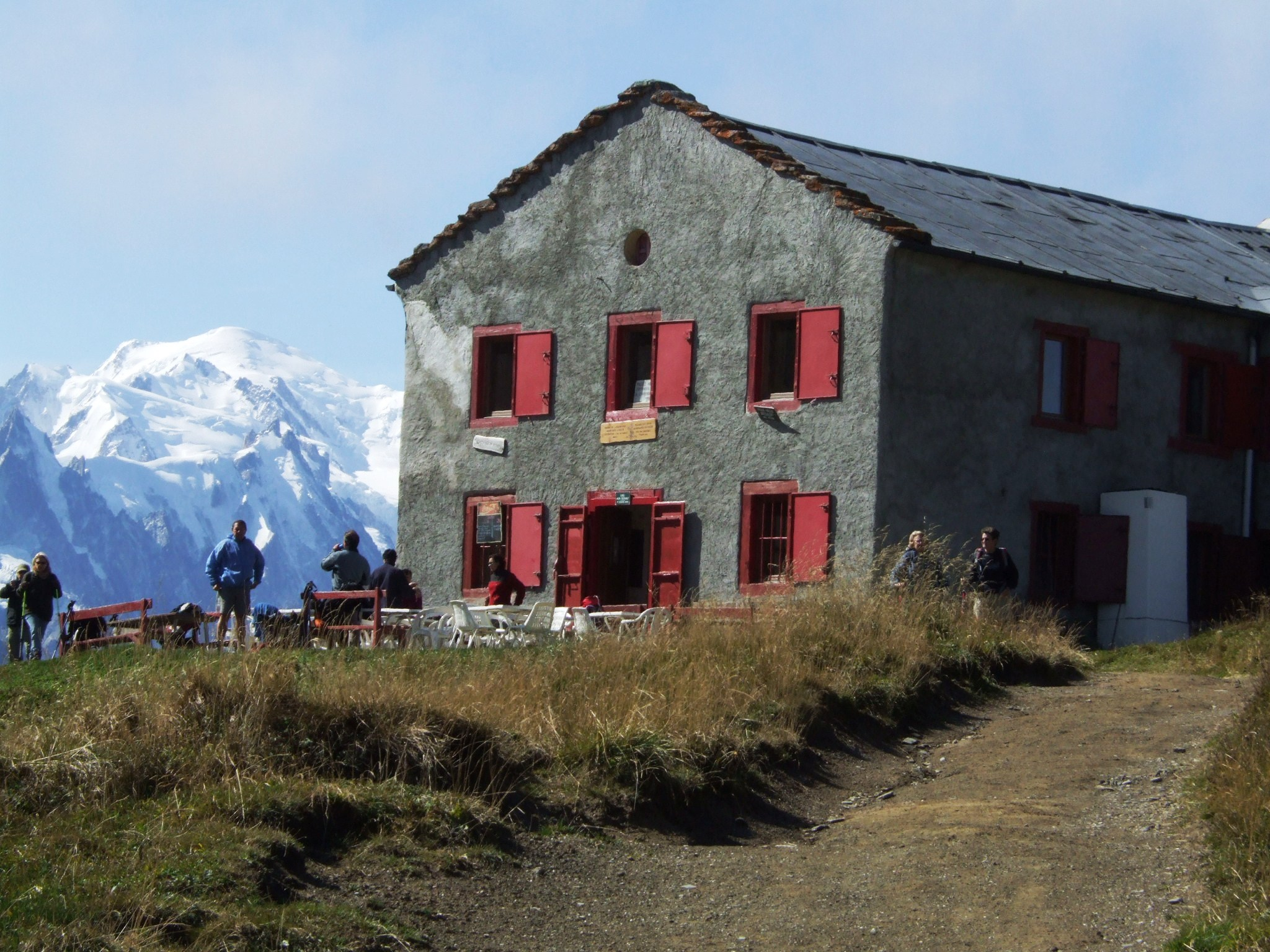
Refuge Col de Balme. Col de Balme (2195 m) is een belangrijke grensovergang tussen Frankrijk en Zwitserland in de alpiene trektocht Tour De Mont Blanc.
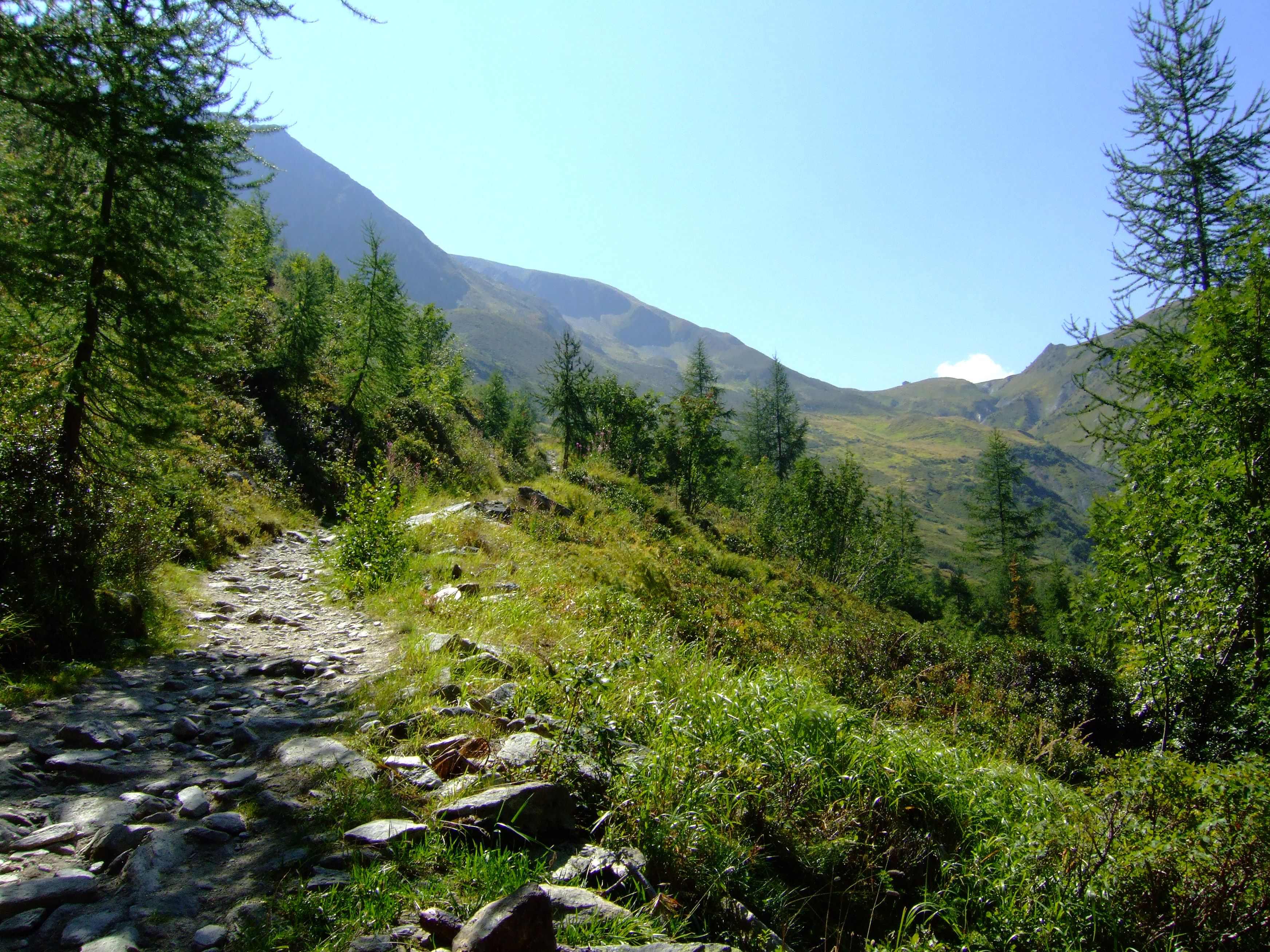
Uitzicht op Col de Balme (grensovergang tussen Frankrijk en Zwitserland). Foto is genomen op pad tussen Les Herbagères en Trient (Zwitserland).
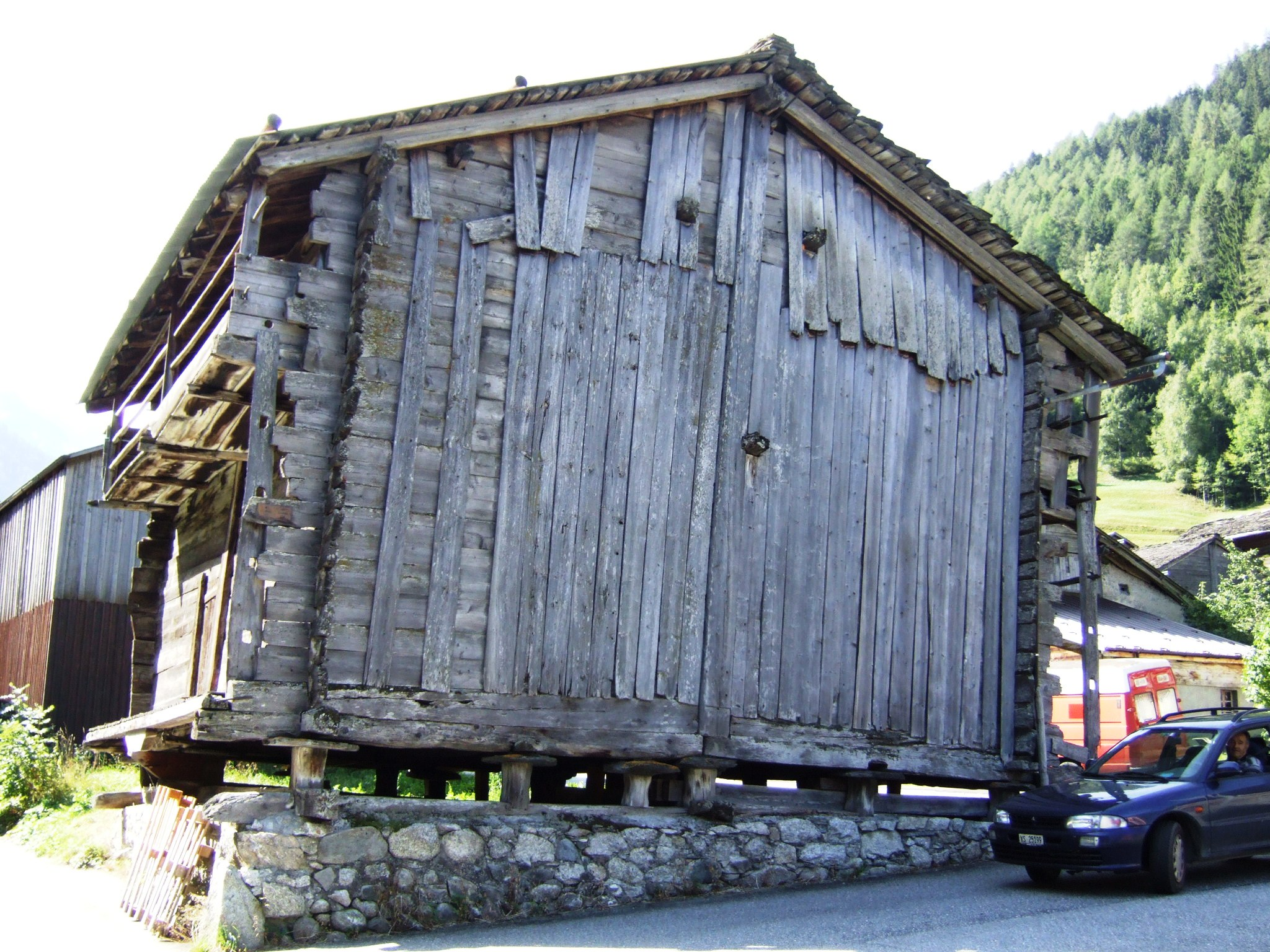
"Raccards du Blé". oude voorraadschuren in Isserts (Zwitserland).
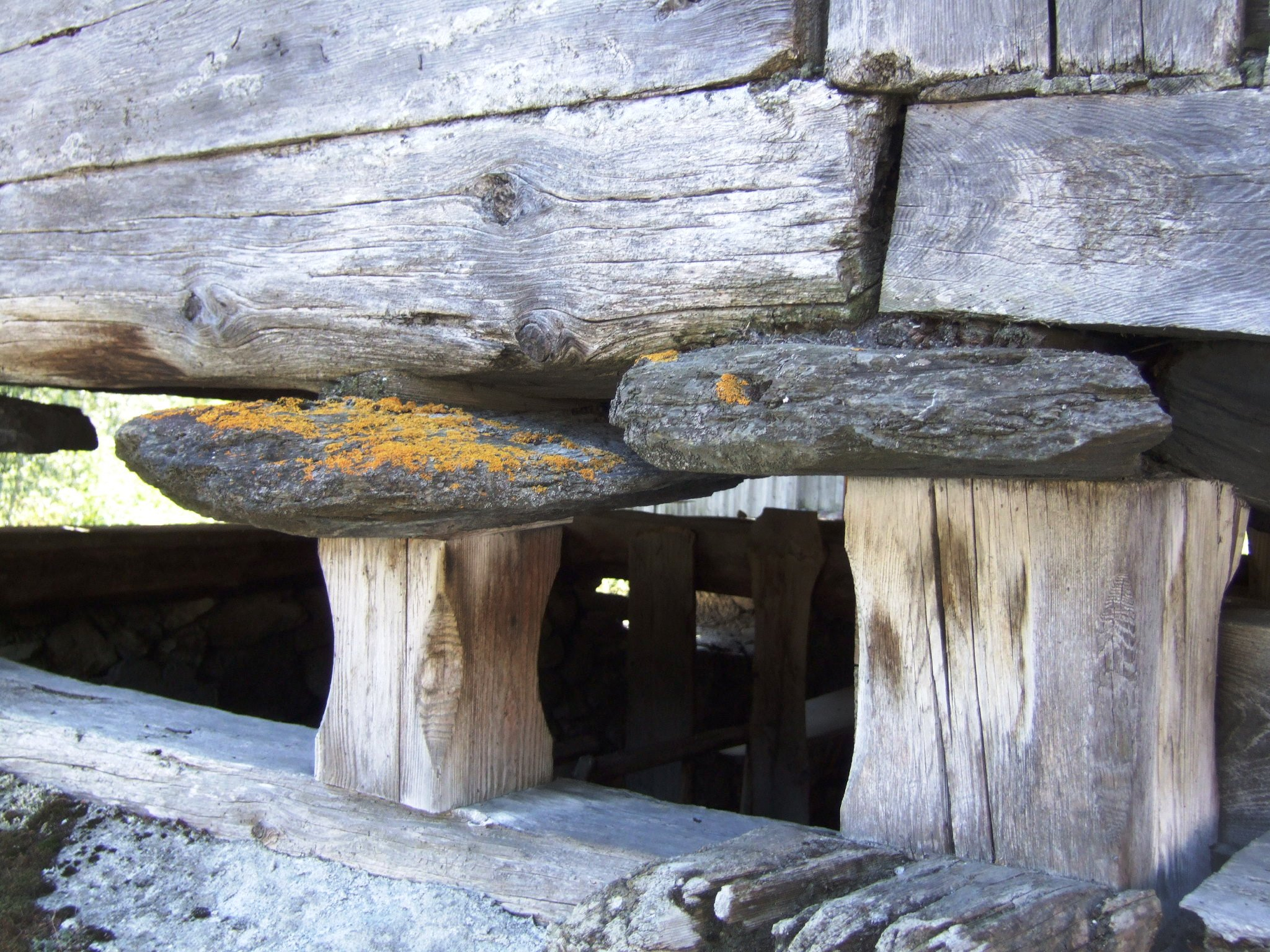
Raccards du Blé zijn voorraadschuren die rusten op korte paaltjes waarop stenen zijn geplaatst. Daardoor kunnen knaagdieren niet in de schuren komen (Route Tour Du Mont Blanc).
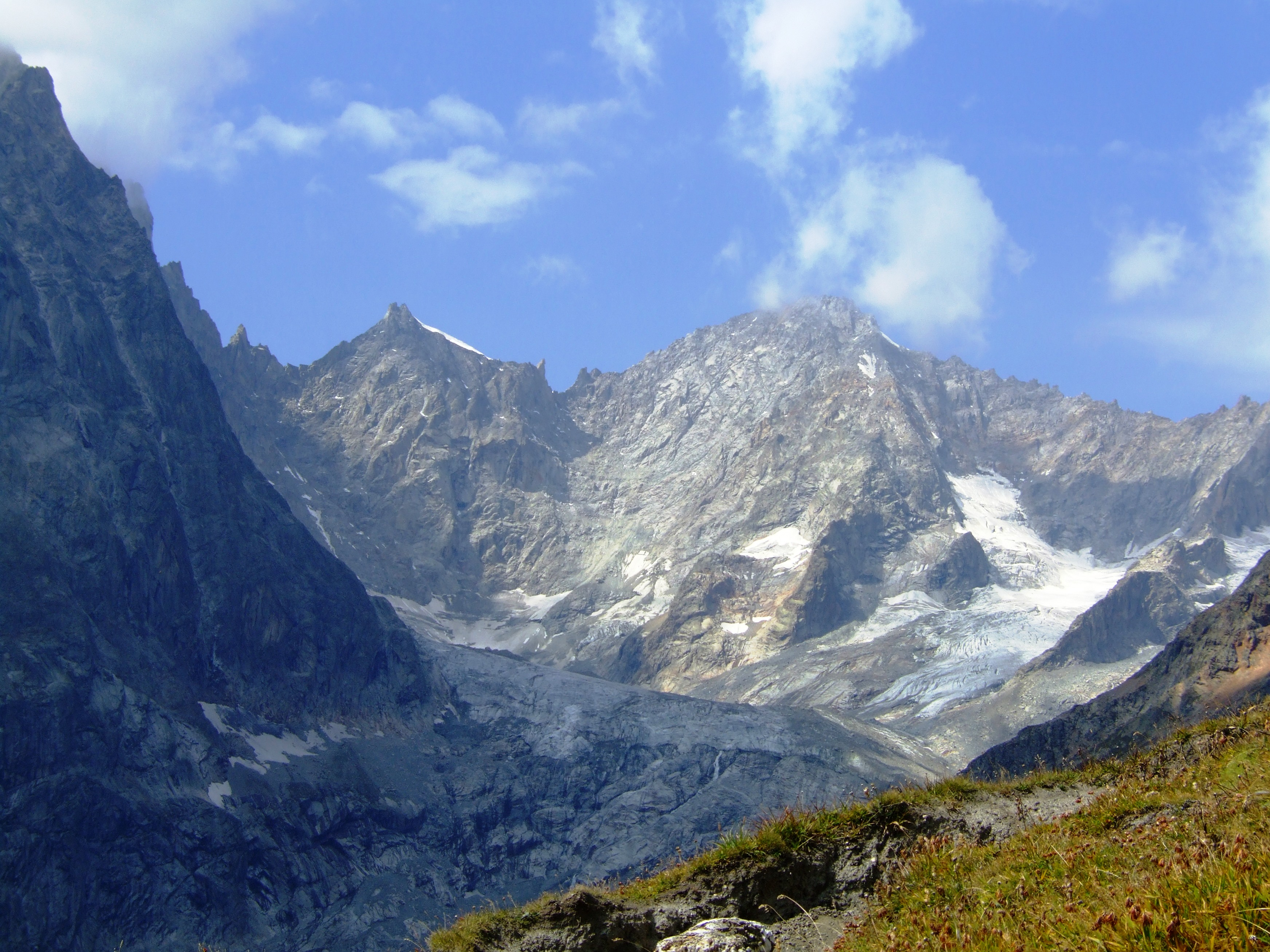
Een van de vele uitzichten vanaf Grand Col Ferret (2537 meter). Grens tussen Zwitserland en Italië.
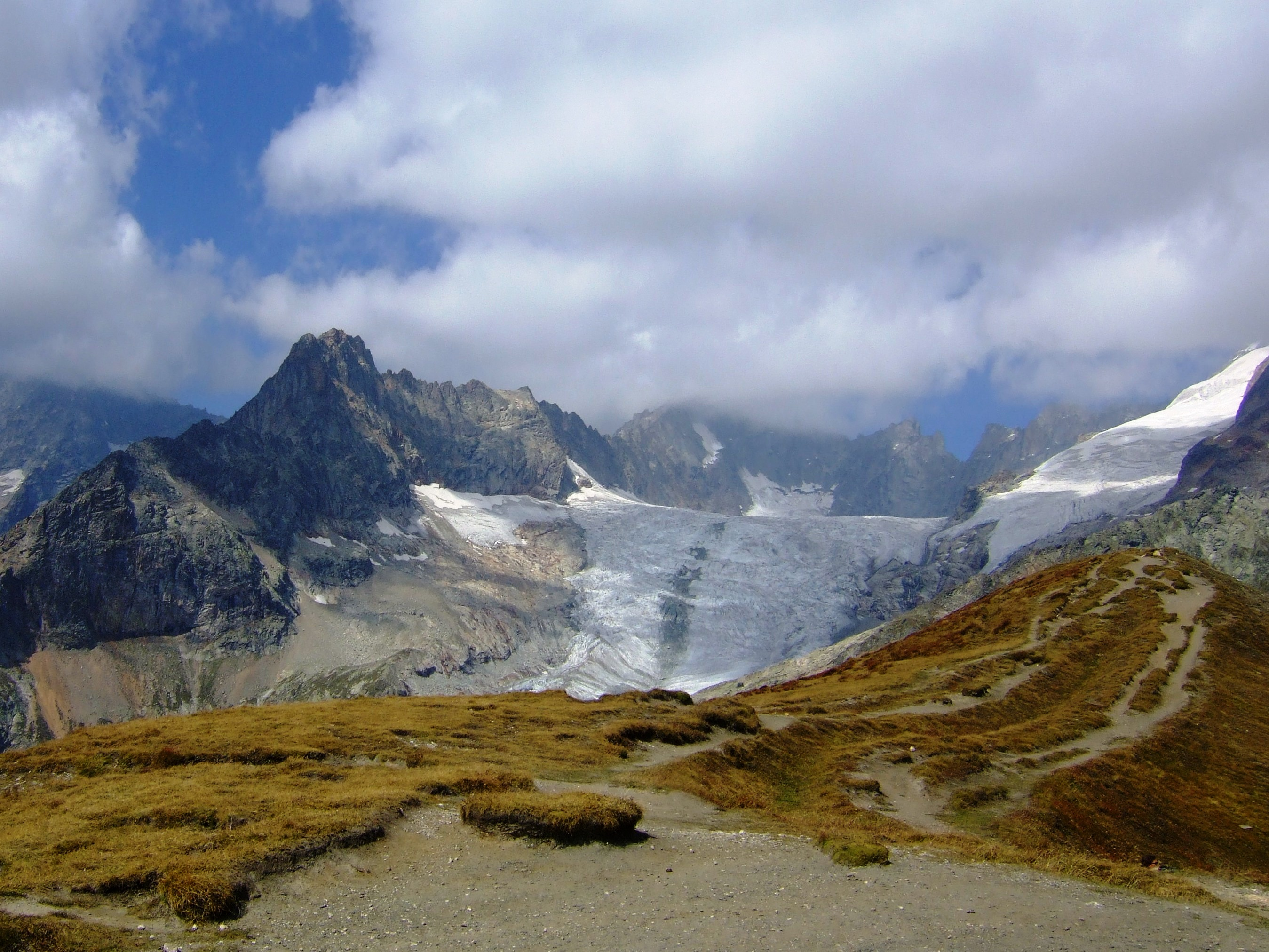
Grand Col Ferret (2537 meter). Grens tussen Zwitserland en Italië.
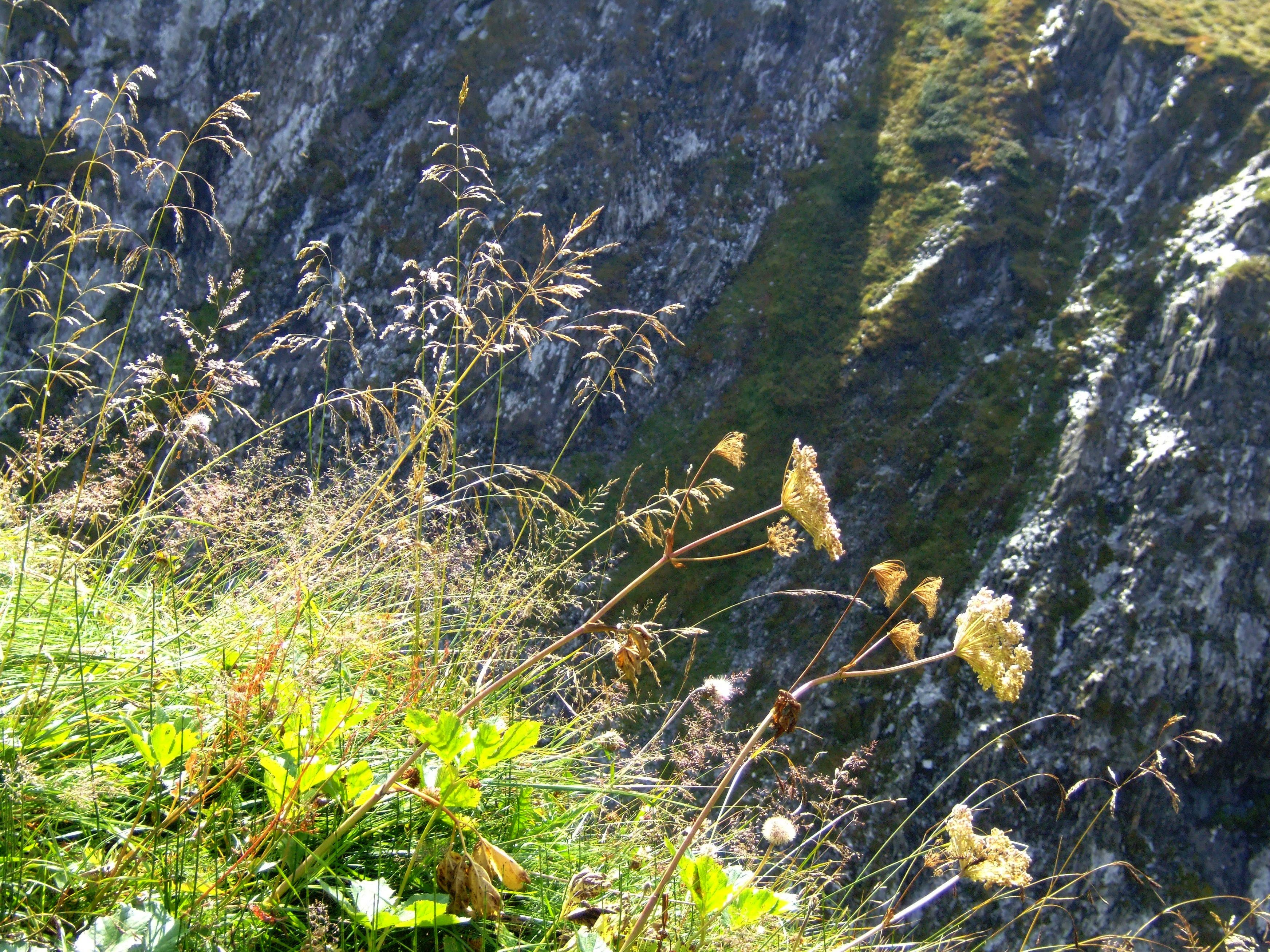
Alpenflora in een ruig landschap onder de col aan de Italiaanse zijde.
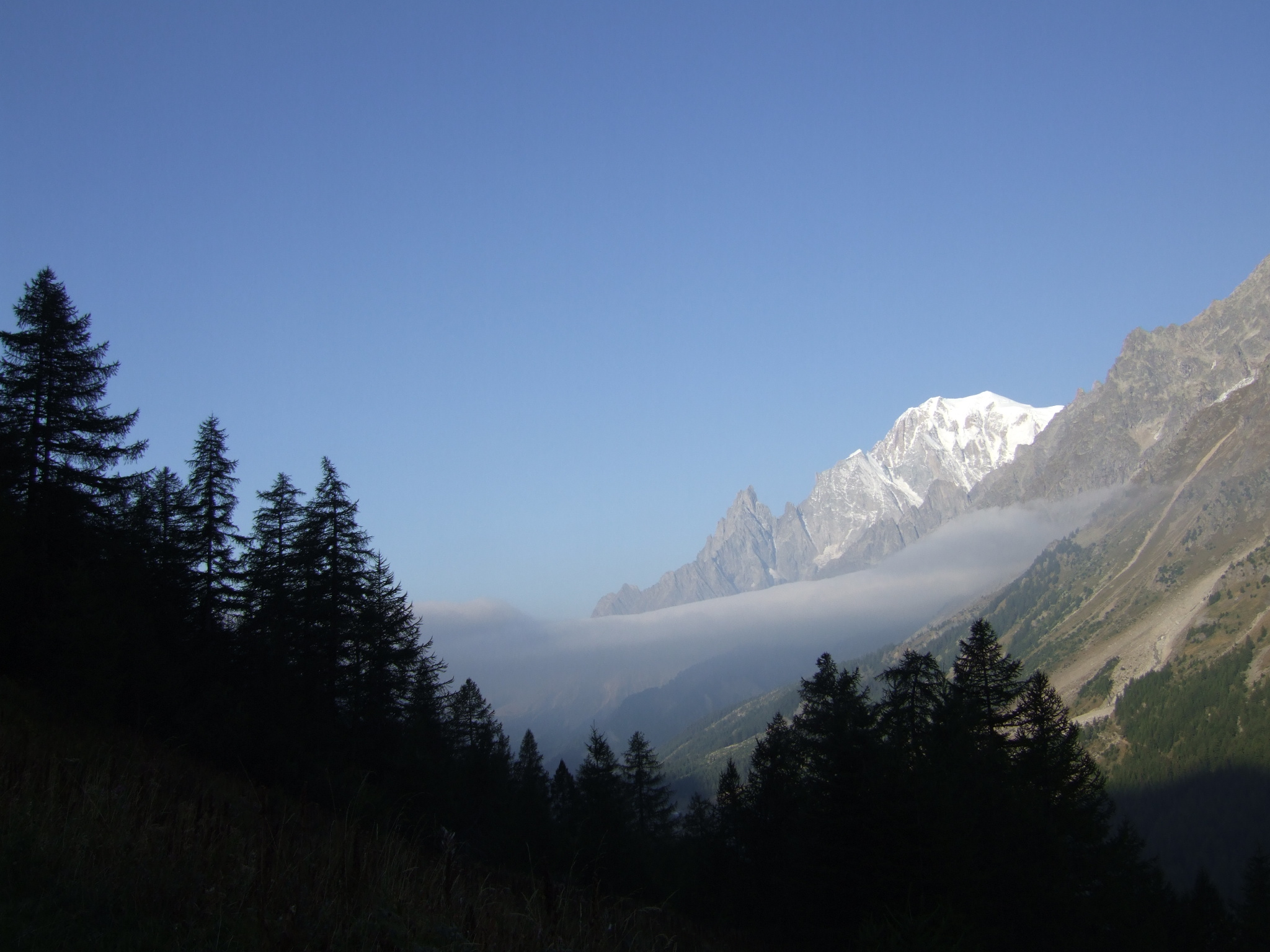
Onderweg van Lavachey naar Col Monte Della Saxe (2125 meter).
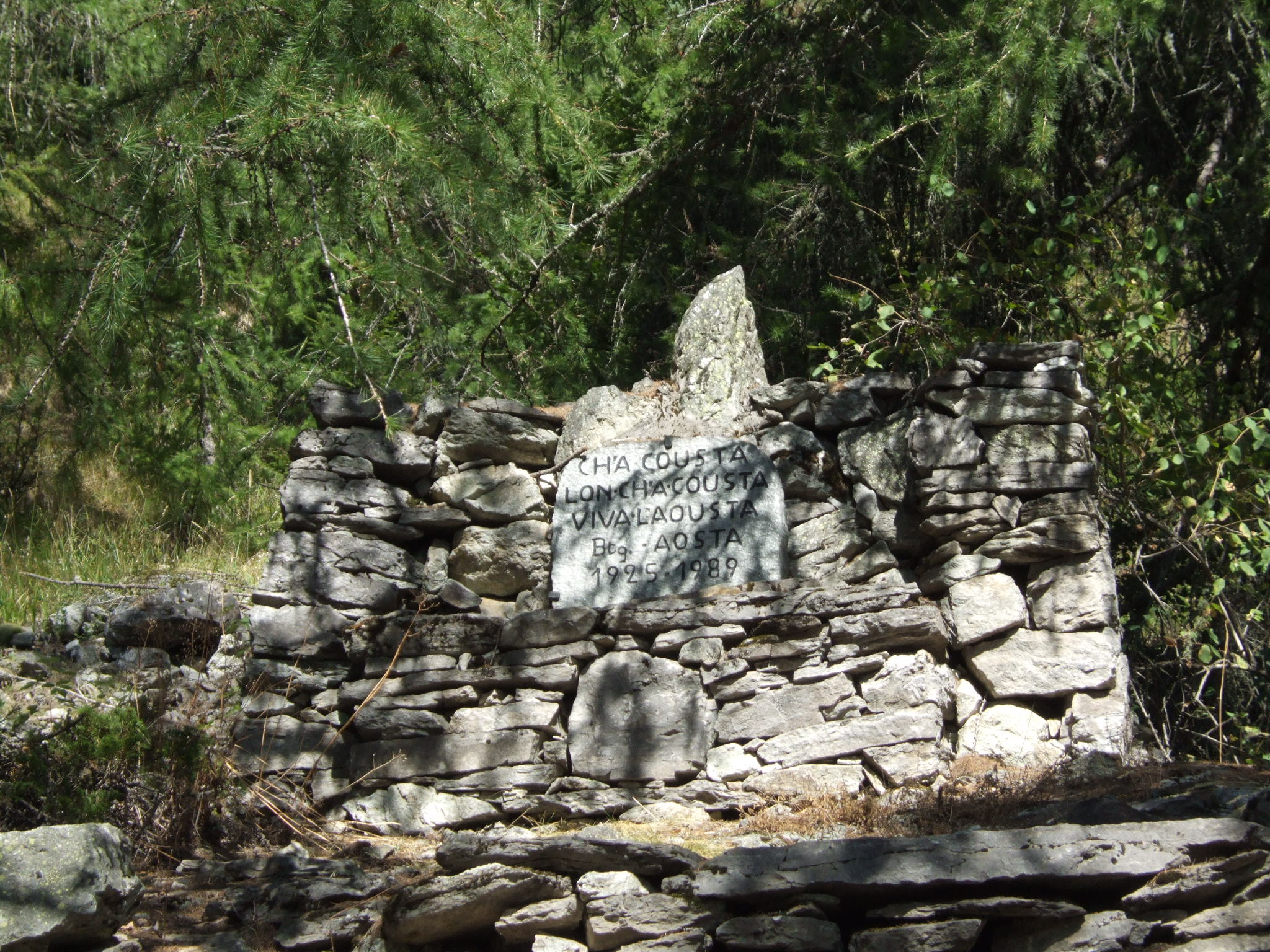
Gedenkteken langs bergpad richting Courmayeur.
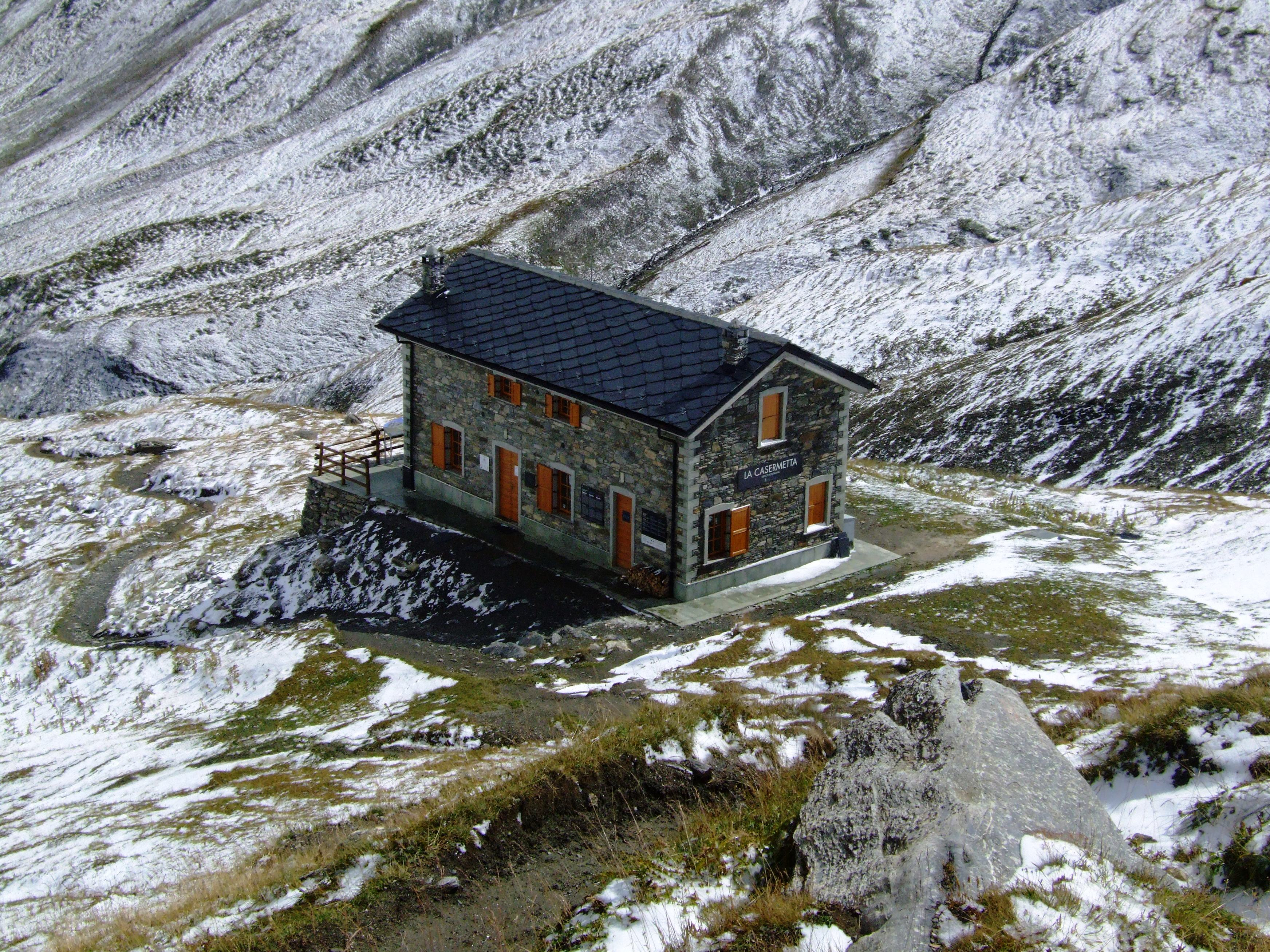
Voormalig douanegebouw aan Italiaanse kant net onder de col (nu museum).
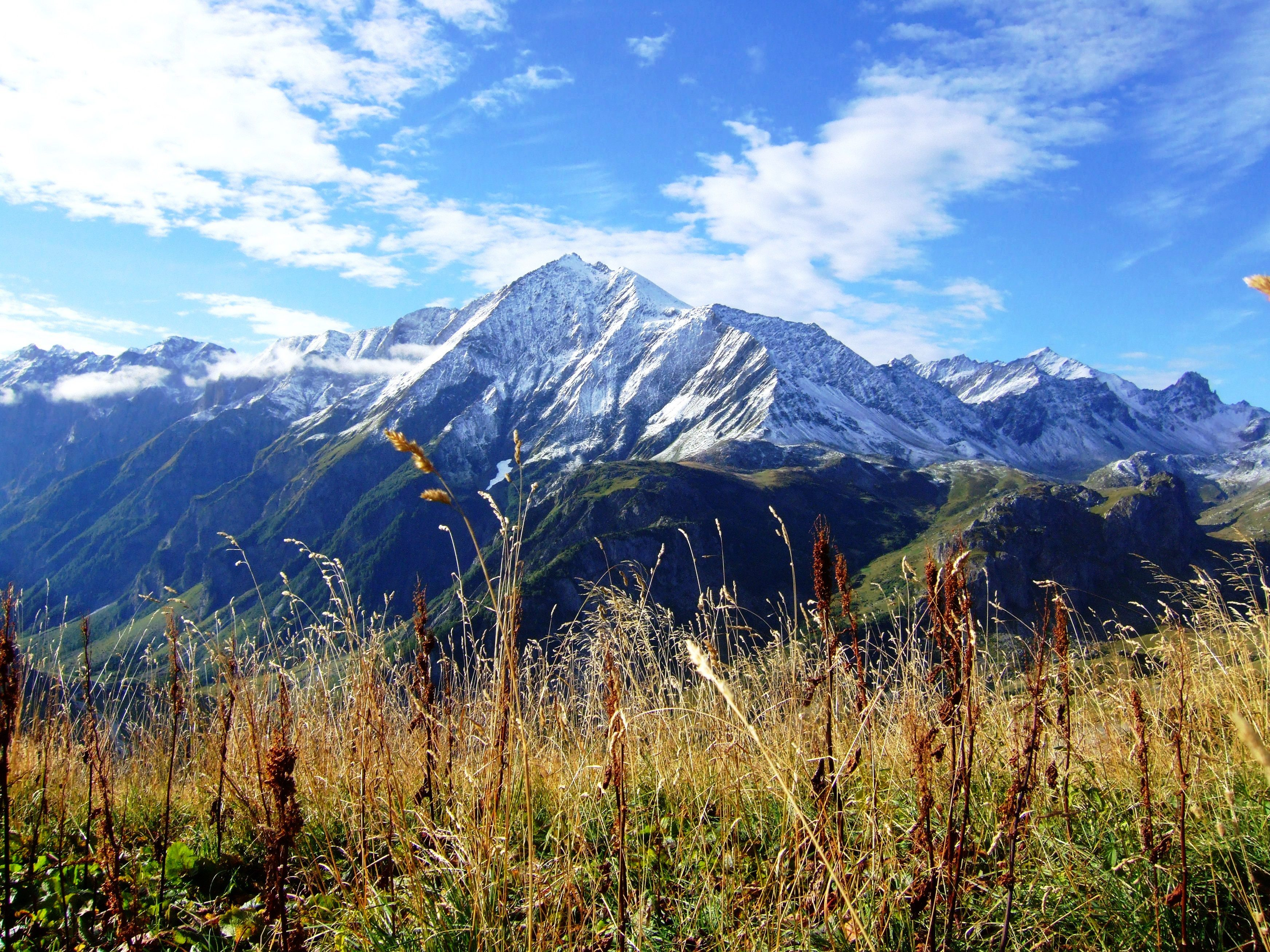
Flora in natuurgebied Contamines Montjoie.
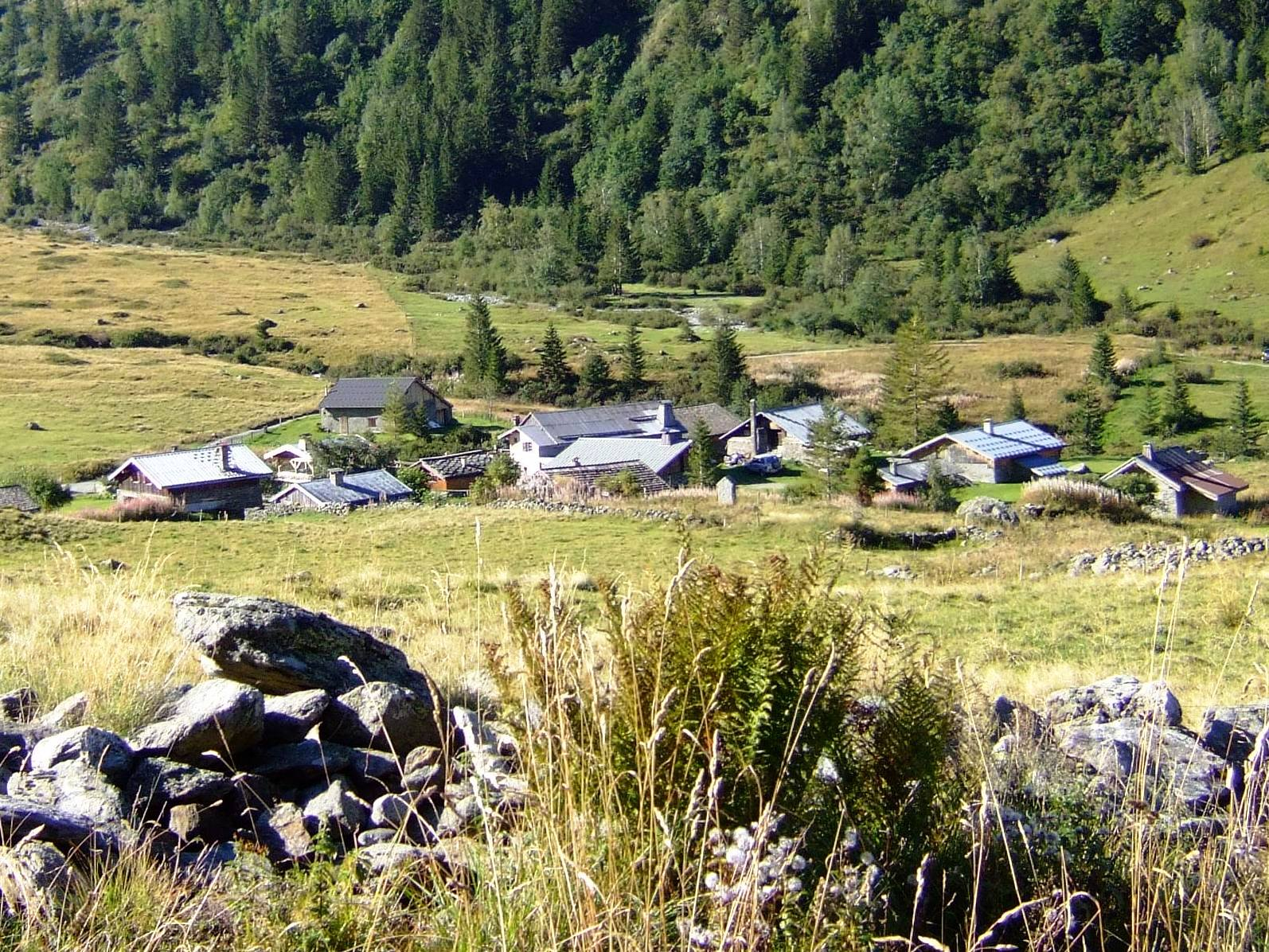
Uitzicht op Chalets de Miage (1559 m.)
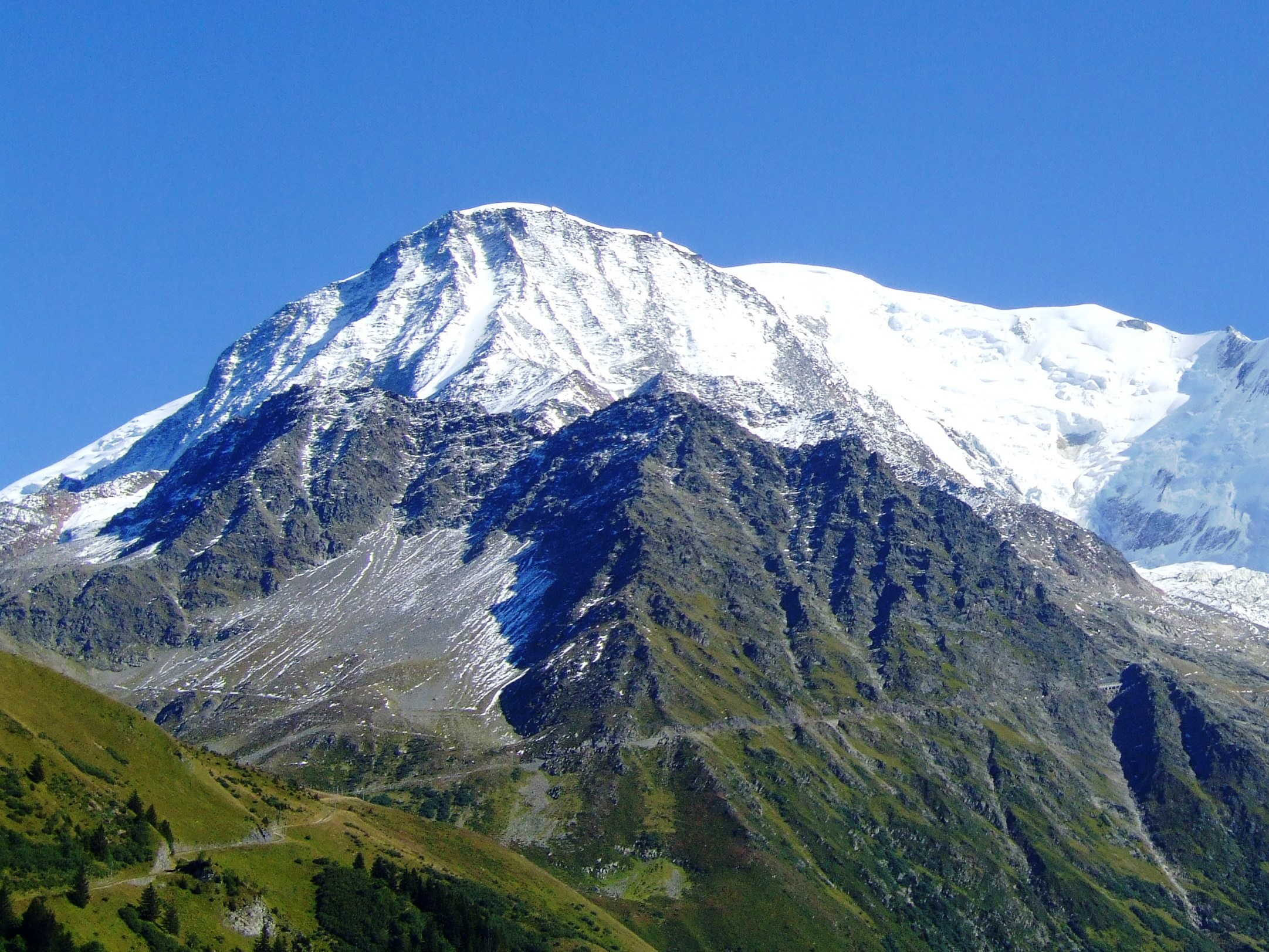
Wandelweg naar gletsjer.
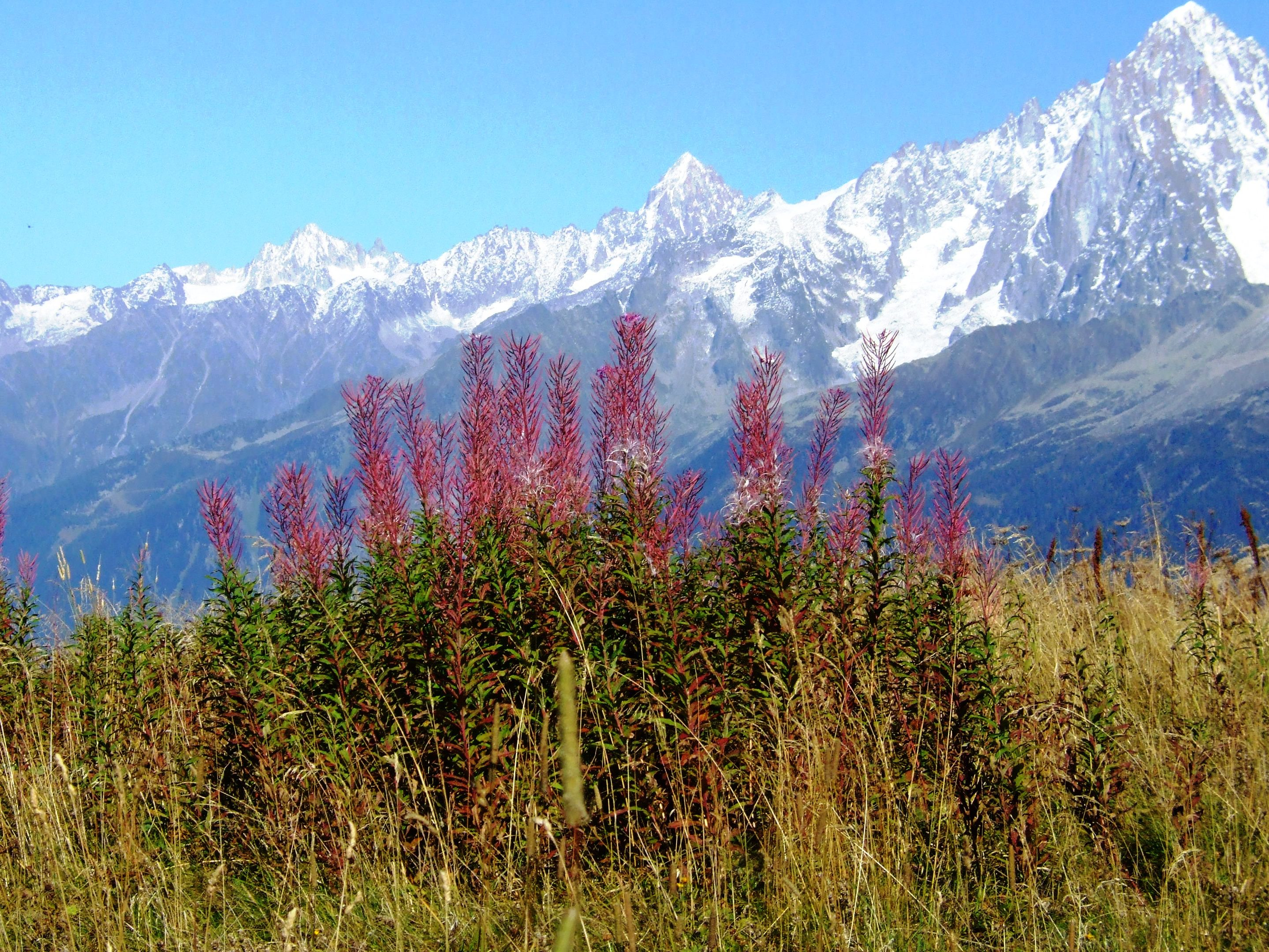
Uitzicht op Mont Blanc massief.